# Mylan Benjamin
Mylan Eric Benjamin (21 settembre 2004) è un calciatore montserratiano, attaccante svincolato della nazionale montserratiana.

## Carriera

### Club
Benjamin ha iniziato a giocare a calcio nel settore giovanile del Manchester Utd, che ha lasciato nel 2021 per firmare con il Barnsley. Il 10 luglio 2023 ha firmato il suo primo contratto professionistico ed il 26 settembre seguente ha debuttato in prima squadra nell'incontro di Football League Trophy vinto 3-1 contro il Manchester City Under-21.

### Nazionale
Ha debuttato con la nazionale montserratiana il 5 giugno 2024 nell'incontro di qualificazione per il campionato mondiale 2026 perso 4-1 contro il Nicaragua.

## Statistiche

### Presenze e reti nei club
Statistiche aggiornate al 6 giugno 2024.
| Stagione        | Squadra         | Campionato      | Campionato | Campionato | Coppe nazionali | Coppe nazionali | Coppe nazionali | Coppe continentali | Coppe continentali | Coppe continentali | Altre coppe | Altre coppe | Altre coppe | Totale | Totale | Totale |
| Stagione        | Squadra         | Comp            | Pres       | Reti       | Comp            | Pres            | Reti            | Comp               | Pres               | Reti               | Comp        | Pres        | Reti        | Pres   | Reti   |        |
| --------------- | --------------- | --------------- | ---------- | ---------- | --------------- | --------------- | --------------- | ------------------ | ------------------ | ------------------ | ----------- | ----------- | ----------- | ------ | ------ | ------ |
| 2023-2024       | Barnsley        | FL1             | 0          | 0          | FACup+CdL       | 0               | 0               |                    | -                  | -                  | FLT         | 1           | 0           | 1      | 0      |        |
| Totale carriera | Totale carriera | Totale carriera | 0          | 0          |                 | 0               | 0               |                    | -                  | -                  |             | 1           | 0           | 1      | 0      |        |

### Cronologia presenze e reti in nazionale
| Cronologia completa delle presenze e delle reti in nazionale ― Montserrat | Cronologia completa delle presenze e delle reti in nazionale ― Montserrat | Cronologia completa delle presenze e delle reti in nazionale ― Montserrat | Cronologia completa delle presenze e delle reti in nazionale ― Montserrat | Cronologia completa delle presenze e delle reti in nazionale ― Montserrat | Cronologia completa delle presenze e delle reti in nazionale ― Montserrat | Cronologia completa delle presenze e delle reti in nazionale ― Montserrat | Cronologia completa delle presenze e delle reti in nazionale ― Montserrat |
| Data                                                                      | Città                                                                     | In casa                                                                   | Risultato                                                                 | Ospiti                                                                    | Competizione                                                              | Reti                                                                      | Note                                                                      |
| ------------------------------------------------------------------------- | ------------------------------------------------------------------------- | ------------------------------------------------------------------------- | ------------------------------------------------------------------------- | ------------------------------------------------------------------------- | ------------------------------------------------------------------------- | ------------------------------------------------------------------------- | ------------------------------------------------------------------------- |
| 5-6-2024                                                                  | Managua                                                                   | Nicaragua                                                                 | 4 – 1                                                                     | Montserrat                                                                | Qual. Mondiali 2026                                                       | -                                                                         | 80’                                                                       |
| Totale                                                                    |                                                                           | Presenze                                                                  | 1                                                                         |                                                                           | Reti                                                                      | 0                                                                         |                                                                           |